# 拉斐尔·戈麦斯·涅托
拉斐尔·戈麦斯·涅托（西班牙語：Rafael Gómez Nieto，1921年1月29日—2020年3月31日），西班牙老兵，曾参与过西班牙内战和第二次世界大战。

## 生平
1921年生于西班牙阿尔梅里亚省阿德拉（一说生于滨海罗克塔斯）。父亲在海关缉私队工作。由于父亲的工作原因，他曾先后在加的斯和马德里居住。15岁时，一家人搬到巴塞罗那省巴达洛纳。1936年西班牙内战爆发后，他加入了共和军。1938年，他参加了埃布罗战役。
1939年，共和军在内战失利后，他流亡法国。不久，他和亡命者们被关押在圣西普里安集中营。4个月后，他与在滨海阿热莱斯集中营的父亲使用伪造证件一同前往法属阿尔及利亚。他参加了戴高樂领导的自由法国运动，并加入了主要由西班牙共和派人士组成的法國第2裝甲師乍得团第9连。1944年8月，第9连率先攻入被纳粹德国占领的巴黎，成为解放法国首都的先锋。
1955年，他搬到法国斯特拉斯堡居住。2012年，被授予法国荣誉军团勋章。2020年3月31日在养老院去世。他是最后一位去世的第9连老兵。